# Sudamerlycaste hirtzii
Sudamerlycaste hirtzii är en orkidéart som först beskrevs av Dodson, och fick sitt nu gällande namn av Fredy Archila. Sudamerlycaste hirtzii ingår i släktet Sudamerlycaste och familjen orkidéer. Inga underarter finns listade i Catalogue of Life.